# Maria Vittoria Sperotto
Francesca Pattaro (Schio, província de Vicenza, 20 de novembre de 1996) és una ciclista italiana professional des del 2016 i actualment a l'equip Bepink Cogeas. Combina la carretera amb el ciclisme en pista.

## Palmarès en pista
- 2013
  -  Campiona d'Europa júnior en Persecució per equips (amb Arianna Fidanza, Michela Maltese i Francesca Pattaro)

## Palmarès en ruta
- 2017
  - 1a al Tour de Guangxi